# Antica Pizzeria Port'Alba
Antica Pizzeria Port'Alba est une très ancienne pizzeria italienne, toujours en activité, située à Naples.
L'établissement se trouve dans le centre historique de la ville, au début du  decumanus maximus, dans la zone des bouquinistes, in via Port'Alba. Elle est considérée comme une des pizzerias dites historiques du chef-lieu campanien.
Jadis, plus populaire que ses consœurs  (pizzeria Brandi et pizzeria du Largo della Carità), elle est fréquentée majoritairement par des étudiants qui consommaient la pizza debout et pliée dite « a libretto ». La clientèle bourgeoise s'attablait, alors, au premier étage.

## Historique
À ce jour, confirmée par aucune source sérieuse, l'authenticité de sa date de création, en 1738, est sujette à caution.
Dans la première moitié du XIXe siècle, les archives de la police  nous renseignent sur le local où, en 1837, le conduit de fumée du four à bois est contrôlé par les services du  commissariat de San Giuseppe puis un document  de 1842 nous informe qu'un certain Domenico Esposito demande l'autorisation  d'installer l'enseigne « Trattoria e Pizzeria da Monzù Testa » au local du numéro 18 de la Porta Sciuscella, (ancien nom de la via Port'Alba). En 1855, à la même adresse, désormais devenue strada Port'Alba, la pizzeria est dirigée par un certain Gargiulo Giuseppe (qui succéda sans doute à Esposito en 1842). Lui succède ensuite Domenico Sorrentino, et il faut attendre 1880 pour trouver un nouveau dirigeant nommé Raffaele Urciolo. Puis se succèdent jusqu'au début du XXe siècle de nombreux pizzaiolos, Giuseppe  Ferrante, Francesco Trotti, Francesco Buongarzone (1884) et Guglielmo Ferraro.  Dans les années 1900 et les décennies suivantes, sous l'impulsion du nouveau propriétaire Francesco Ambrosio  puis de son fils, la pizzeria de la via Port'Alba connaîtra la notoriété et accueillera de nombreux personnages illustres tels Gabriele D'Annunzio, Salvatore Di Giacomo  et Benedetto Croce. 